# Francisco de Mendavia
Francisco de Mendavia (falecido a 6 de outubro de 1540) foi um prelado católico romano que serviu como bispo da Nicarágua (1537–1540).

## Biografia
Francisco de Mendavia foi ordenado monge na Ordem de São Jerônimo e serviu como prior do Mosteiro de La Victoria em Salamanca. A 5 de dezembro de 1537, foi nomeado bispo da Nicarágua durante o papado do Papa Paulo III. A 2 de agosto de 1538, foi consagrado bispo. Serviu como Bispo da Nicarágua até à sua morte a 6 de outubro de 1540.